# Antoni Politalski
Antoni Politalski herbu Ostoja (zm. 1746) – oboźny grodzieński, stolnik starodubowski, stolnik grodzieński.

## Życiorys
Antoni Politalski był synem Szymona Politalskiego, łowczego grodzieńskiego, dziedzica Milkowsczyzny i Urszuli z Reszków. Ożenił się z Ewą Bojanowską h. Junosza, córką Stefana i Katarzyny Młodziejewskiej. Jego stryjami byli: Stanisław Politalski, skarbnik witebski,  Jan Politalski, cześnik grodzieński i o. Rafał Politalski, dominikanin, doktor teologii, prowincjał litewski, przeor konwentu wileńskiego św. Ducha.
Antoni Politalski sprawował liczne funkcje i urzędy. W roku 1710 wymieniany był jako oboźny grodzieński. W latach 1710–1746 pełnił funkcję stolnika starodubowskiego. Dnia 18 września 1746 roku objął urząd stolnika grodzieńskiego. Tego roku zmarł.